# Kdo přežije: Čína
Kdo přežije: Čína (v anglickém originále Survivor: China) je patnáctá sezóna televizní reality show Kdo přežije.
V této sérii soutěžící zavítají do Číny.

## Základní informace
| Počet dní:            | 39                                           |
| Počet trosečníků:     | 16                                           |
| Počet kmenů:          | 2                                            |
| Počet finalistů:      | 3                                            |
| Tajné imunity:        | Ano                                          |
| Vítěz:                | Todd Herzog (4–2–1)                          |
| Lokalita natáčení:    | Zhelin Reservoir, Ťiou-ťiang, Ťiang-si, Čína |
| Země:                 | Čína                                         |
| Natáčení začalo:      | 25.06.2007                                   |
| Natáčení skončilo:    | 02.08.2007                                   |
| Vysíláno od:          | 20.09.2007                                   |
| Vysíláno do:          | 16.12.2007                                   |
| Předchozí řada:       | Kdo přežije: Fidži                           |
| Následující řada:     | Kdo přežije: Mikronésie                      |
| All stars:            | Amanda Kimmel, James Clement                 |
| Hrdinové vs. Zloduši: | Amanda Kimmel, James Clement, Courtney Yates |